# Tibor Kincses
Tibor Kincses (hongarès: Kincses Tibor)  (Kecskemét, 12 de febrer de 1960 - juny 2025) va ser un judoka hongarès que va competir durant la dècada de 1980. El 1980 va prendre part en els Jocs Olímpics d'Estiu de Moscou, on guanyà la medalla de bronze en la competició del pes extra lleuger del programa de judo.